# غازي محسن
غازي احمد علي محسن سياسي يمني هو وزير التعليم الفني والتدريب المهني في حكومة الإنقاذ الوطني برئاسة عبد العزيز بن حبتور التابعة للمجلس السياسي الأعلى في سلطة صنعاء منذ 10 نوفمبر 2018.